# علم النفس الوصفي
علم النفس الوصفي (بالإنجليزية: Descriptive psychology)‏ هو في المقام الأول يعني علم النفس و على مستوى الإطار الفهمي، أنشئ هذا العلم في صورته الأساسية من قبل العالم بيتر أسوريو في جامعة كولورادو في بولدر في منتصف 1960 م، طبق في مجالات عديدة مثل العلاج النفسي و الذكاء الاصطناعي و المجتمعات التنظيمية و منهجية البحث.

## طبيعية علم النفس الوصفي

### إطار عمل مفاهيمي
علم النفس الوصفي هو الانضباط الفكري الذي يوضح البنية الضمنية للعلوم السلوكية. يتعلق الأمر بالتركيبات المفاهيمية وما قبل التجريبية والنظرية المحايدة التي تحدد النطاق الكامل للموضوع. إن الاهتمام بالتضمين الكامل مع توضيح المجموعة الكاملة من الاحتمالات، هو السمة المميزة لعلم النفس الوصفي. يُنجز العمل ما قبل التجريبي من خلال تحديد وربط المفاهيم الأساسية والفروقات الحيوية التي تميز جميع الحالات المحتملة للموضوع. من ناحية أخرى، يتضمن المشروع التجريبي إيجاد احتمالات وأنماط محددة تحدث فعليًا. يفصل علم النفس الوصفي المفاهيم والتجريب عن النظري.
يفسر علم النفس الوصفي مفهوم الشخص باعتباره البنية الأساسية للعلوم السلوكية. مفهوم الشخص هو مفهوم واحد متماسك يتضمن المفاهيم المترابطة للفرد والسلوك واللغة والعالم. يؤسس علم النفس الوصفي قواعد البناء والتكوين والعلاقة التي توضح كيفية الترابط بين هذه المفاهيم.
كان الدافع الأصلي لإنشاء علم النفس الوصفي هو عدم الرضا عن النهج السائد في علم النفس. كان من الأهمية بمكان إدراك أن علم النفس لم يولِ اهتمامًا كافيًا للمسائل السابقة للتجربة الضرورية للعلم الجيد، وخاصة لإنشاء إطار مفاهيمي تأسيسي مثل الذي تمتلكه العلوم الأخرى الموجودة. لاحظ المؤلفون لاحقًا أن هذا النقص في السقالات المفاهيمية كان السبب في تجزئة علم النفس. بمعنى آخر لعدم وجود أي نموذج موحد ومقبول على نطاق واسع.
قد يكون مثال موازٍ من علم آخر مفيدًا في فهم طبيعة علم النفس الوصفي. كان على إسحاق نيوتن، قبل أن يتمكن من دمج عدد كبير من النتائج التجريبية في نظريته الشهيرة، أن يهتم بعدد من المسائل السابقة للتجربة. كان عليه أن يستورد بعض الرياضيات الموجودة وأن ينشئ فرعًا جديدًا بالكامل من الرياضيات، حساب التفاضل والتكامل. علاوة على ذلك، والأكثر أهمية هنا، فقد احتاج قبل ذلك إلى نظام مفاهيمي جديد «مجموعة من المفاهيم المرتبطة بشكل منهجي مثل «القوة» و«الكتلة» و«التسارع»» من أجل صياغة المميزات اللازمة لتقديم أي ادعاء تجريبي. كيف يمكن للمرء أن يلاحظ أو يدعي -على سبيل المثال- أن «القوة» تتناسب عكسياً مع المسافة بين كائنين إذا لم يكن لدى الفرد أولاً مفهوم «القوة» (وهو مفهوم صاغه نيوتن بنفسه)؟
صُمم نظام نيوتن المفاهيمي للسماح بوصف أي حقيقة (مثل مدار القمر بالأمس) أو حقيقة محتملة (على سبيل المثال، مدار الكوكب المكتشف حديثًا غدًا) حول حركات الأجسام الكبيرة. بنفس الطريقة، أُنشئ علم النفس الوصفي بواسطة «أوسوريو» كمجموعة من الفروق ذات الصلة المنهجية المصممة لتمكين الفرد من وصف أي حقيقة (مثل سلوك «جاك» بالأمس) أو حقيقة ممكنة (مثل سلوك «جيل» غدًا) عن الأشخاص وسلوكهم. كمميزات مفاهيمية، ليست مفاهيمها صحيحة أو خاطئة أو يمكن التحقق منها أو دحضها؛ ولكن بدلاً من ذلك تمثل متطلبات ما قبل التجريبية لطرح الأسئلة التجريبية وتوليد النظريات. إنها توفر وسيلة لوصف وتمييز وتصنيف أي حقيقة أو حقيقة ممكنة فيما يتعلق بالأشخاص وسلوكهم. أخيرًا، علم النفس الوصفي ليس نظرية تُختبر، ولكنها، مثل قواعد اللغة الإنجليزية أو علم الحساب، نظام يُستخدم في إرشاد العلوم والتطبيقات النفسية. يتخذ انتقاد هذا النظام شكله الذي لا يندرج ضمن التفنيد التجريبي، بل يتضمن إظهار أن مفاهيم علم النفس الوصفي لم تكن ملائمة ومفيدة و/ أو مرتبطة بشكل منهجي بطريقة منطقية ودقيقة.

## بعض المفاهيم الأساسية لعلم النفس الوصفي
يضم علم النفس الوصفي شبكة واسعة من المفاهيم، من أهمها «السلوك» و«الشخص».

### مفهوم «السلوك»
في وجهة النظر السائدة، فإن الفهم النموذجي لمصطلح «السلوك» هو أنه «أي حركة علنية ملحوظة للكائن الحي تؤخذ عمومًا لتشمل السلوك اللفظي وكذلك الحركات الجسدية». يمكن إدارة السلوك بشكل أساسي؛ فهو حركة قابلة للقياس في الفضاء «كحمامة تنقر قرصًا؛ رجل يرفع يده اليمنى، كف اليد إلى الأمام، إلى جانب رأسه؛ امرأة تنطق بعبارة «مرحبًا، كيف حالك؟»». قد تُفسر هذه الحركة -وفقًا لواضع النظرية- على أنها ناجمة عن حالات طارئة بيئية أو كيانات «داخلية» مثل الأفكار أو الدوافع أو الحالات البيولوجية للأمور. ومع ذلك، فإن السلوك بحد ذاته هو «الحركة العلنية الظاهرة التي يمكن إدراكها للكائن الحي».
من وجهة نظر علم النفس الوصفي، هذا التصور للسلوك غير ملائم لعدد من الأسباب. أولاً، من وجهة النظر السائدة، الوصف الصحيح الوحيد للسلوك «هو يُبقي يده للأعلى، كفه إلى الأمام، إلى جانب رأسه.» ومع ذلك، لا يوفر هذا المفهوم أي إمكانية للوصول إلى أي وصف صحيح ممكن آخر، بما في ذلك جميع المعلومات المفيدة حقًا التي تتجاوز الوصف الواضح والتي تكون عمليًا وعلى الدوام مسألة في الشؤون الإنسانية الفعلية. في حصر نفسه في الحركات الجسدية (أو الأصوات) التي يمكن رؤيتها، لا يمكن لعلم النفس أن يولد من الناحية الفنية حتى وصفًا بسيطًا للسلوك مثل «في رفع يده «كي يُقسِم»، «يعطي إشارة الأمريكيين الأصليين للتحية»، «التصويت بالإيجاب على مشروع قانون مجلس النواب 206»... أو «يشير إلى أن هناك 5 دقائق متبقية»». وثانياً، يشمل المفهوم السائد -الذي فُسر بدقة- حركات جسدية لا إرادية مثل منعكس الرضفة كسلوك. ثالثًا، يستبعد المفهوم أي نوع من السلوك الذهني مثل حل اللفظ المقلوب «في رأسه»، خاصةً عندما لا يبدأ هذا من خلال أي «منبه» واضح وحاضر ولا يصدر أي نتيجة ملحوظة.
في مواجهة هذا القصور الملموس، يحاول علم النفس الوصفي تقديم صياغة أكثر ملائمة لطبيعة السلوك. أولاً وقبل كل شيء، يشير إلى أن كل السلوك يمثل «محاولة من جانب شخص لإحداث تغيير من حالة ما إلى أخرى». شخصية ما تمشط شعرها، وتقود إلى العمل، وتقرأ كتابًا، وتصنع لنفسها كوبًا من القهوة، وتحسب ذهنيًا عدد زجاجات النبيذ التي ستحتاجها لحفلتها القادمة. في كل هذه السلوكيات البسيطة، سواء انطوت على حركات جسدية علنية أم لا، فهي تحاول إحداث تغيير من حالة إلى أخرى «لتغيير شعرها الأشعث إلى حالة أكثر أناقة، إلى التحول من كونها غير مدركة إلى كونها مدركة لعدد زجاجات النبيذ التي يجب أن تشتريها، وهكذا دواليك. يستثني هذا الوصف للسلوك ظواهر مثل منعكس الرضفة، ويشمل أعمالًا مثل العمل الذهني على حل اللفظ المقلوب.
بالذهاب أبعد من هذا الوصف العام، يؤكد علم النفس الوصفي على أن السلوك البشري هو ظاهرة تجريبية ليست قابلة ليس للتعريف، بل إلى التحليل الحدودي. (قارن «لا يمكن تعريف مفهوم «اللون» رسميًا، ولكن يمكن إحاطة هذه الظاهرة تمامًا للأغراض العلمية من خلال استخدام نظام يحدد القيم لثلاثة معايير أو أبعاد «صبغة اللون والإشباع اللوني والسطوع»). 
في علم النفس الوصفي، أي سلوك هو الحالة المعقدة للوضع التي تضم العناصر المكونة لحالة الوضع. (قارن بذلك حالة الأشياء لـ «سيارة تسير في الشارع»، هي حالة معقدة للوضع تشمل عناصر مكونة للوضع «تشغيل المحرك»، «تدوير الإطارات»، وأكثر من ذلك بكثير).